# Doon (Einheit)
Das Doon , Duhn, war ein ostindisches Flächenmaß und galt im britisch verwalteten Maulmain und Akyab (heute im Staat Myanmar gelegen).
- 1 Doon = 256,2916 Ar